# Patricia Wells
Patricia Wells, née le 5 novembre 1946 à Milwaukee dans l'État du Wisconsin, est un auteur de livres culinaires et professeur qui partage son temps entre Paris et la Provence. Son livre Patricia Wells at Home in Provence (1996) remporte le prix James Beard (en) du meilleur livre de cuisine international. Patricia Wells est le seul Américain et la seule femme critique gastronomique pour une grande publication française, L'Express de 1988 à 1991. Elle est également critique gastronomique pour le International Herald Tribune de 1980 à 2007.

## Publications
- The Food Lover's Guide to Paris (1984)
- The Food Lover's Guide to France (1987)
- Bistro Cooking (1989)
- Simply French (1991)
- Patricia Wells' Trattoria (1993)
- Patricia Wells at Home in Provence (1996)
- L'Atélier of Joel Robuchon (1998)
- The Paris Cookbook (2001)
- The Provence Cookbook (2004)
- Vegetable Harvest (2007)
- We've Always Had Paris ... And Provence (2008) avec Walter Wells